# EPrix de Roma de 2021
O ePrix de Roma de 2021 foram duas corridas realizada nos dias 10 e 11 de abril de 2021, sendo a terceira e quarta etapa do campeonato mundial de 2021 da Fórmula E, categoria de monopostos totalmente elétricos regulada pela Federação Internacional de Automobilismo (FIA). Foi realizada no Circuito Urbano do EUR, na cidade de Roma, capital da Itália.

## Primeira corrida

### Qualificação
| Fase de grupos | Fase de grupos | Fase de grupos | Fase de grupos | Fase de grupos | Fase de grupos | Fase de grupos |
| -------------- | -------------- | -------------- | -------------- | -------------- | -------------- | -------------- |
| Grupo 1        | DEV (1)        | BIR (2)        | FRI (3)        | MOR (4)        | DAC (5)        | EVA (6)        |
| Grupo 2        | ROW (7)        | RAS (8)        | SET (9)        | WEH (10)       | MUE (11)       | TUR (12)       |
| Grupo 3        | SIM (13)       | DIG (14)       | VAN (15)       | LOT (16)       | VER (17)       | DEN (18)       |
| Grupo 4        | BUE (19)       | NAT (20)       | CAS (21)       | BLO (22)       | GUE (–)        | LYN (–)        |

| Pos    | Nº | Piloto                 | Equipe                    | FG        | SP       | Grid |
| ------ | -- | ---------------------- | ------------------------- | --------- | -------- | ---- |
| 1      | 5  | Stoffel Vandoorne      | Mercedes                  | 1:38.963  | 1:38.484 | 1    |
| 2      | 36 | André Lotterer         | Porsche                   | 1:38.627  | 1:38.651 | 2    |
| 3      | 22 | Oliver Rowland         | Nissan e.dams             | 1:38.491  | 1:38.889 | 3    |
| 4      | 11 | Lucas di Grassi        | Audi Sport ABT Schaeffler | 1:39.050  | 1:38.903 | 4    |
| 5      | 25 | Jean-Éric Vergne       | DS Techeetah              | 1:39.066  | 1:38.947 | 5    |
| 6      | 28 | Maximilian Günther     | BMW i Andretti Motorsport | 1:39.068  | 1:39.751 | 11 1 |
| 7      | 4  | Robin Frijns           | Virgin Racing             | 1:39.081  | —        | 6    |
| 8      | 17 | Nyck de Vries          | Mercedes-Benz EQ          | 1:39.162  | —        | 7    |
| 9      | 99 | Pascal Wehrlein        | Porshe                    | 1:39.241  | —        | 8    |
| 10     | 23 | Sébastien Buemi        | Nissan e.dams             | 1:39.348  | —        | 9    |
| 11     | 10 | Sam Bird               | Jaguar Racing             | 1:39.443  | —        | 10   |
| 12     | 20 | Mitch Evans            | Jaguar Racing             | 1:39.654  | —        | 12   |
| 13     | 94 | Alex Lynn              | Mahindra Racing           | 1:39.743  | —        | 13   |
| 14     | 71 | Norman Nato            | Venturi Racing            | 1:39.762  | —        | 14   |
| 15     | 29 | Alexander Sims         | Mahindra Racing           | 1:39.829  | —        | 15   |
| 16     | 7  | Sérgio Sette Câmara    | Dragon Penske             | 1:39.943  | —        | 16   |
| 17     | 6  | Nico Müller            | Dragon Penske             | 1:40.057  | —        | 17   |
| 18     | 23 | António Félix da Costa | DS Techeetah              | 1:40.079  | —        | 18   |
| 19     | 88 | Tom Blomqvist          | NIO 333                   | 1:40.120  | —        | 212  |
| 20     | 27 | Jake Dennis            | BMW i Andretti Motorsport | 1:40.456  | —        | 19   |
| 21     | 33 | René Rast              | Audi Sport ABT Schaeffler | 1:48.022  | —        | 20   |
| 22     | 37 | Nick Cassidy           | Envision Virgin Racing    | 1:51.081  | —        | 22   |
| 23     | 48 | Edoardo Mortara        | Venturi Racing            | Sem tempo | —        | 23   |
| 24     | 8  | Oliver Turvey          | NIO 333                   | Sem tempo | —        | PL3  |
| Fonte: |    |                        |                           |           |          |      |

Notas:
- ↑1  – Maximilian Günther recebeu uma penalização de 5 posições por cter causado uma colisão na corrida anterior.[5]
- ↑2  – Tom Blomqvist recebeu uma penalização de 3 posições por entrar na pista rápida cedo demais na qualificação.[6]
- ↑3  – Oliver Turvey foi penalizado com pit lane start por ter causado uma colisão perigosa no fim do primeiro treino livre.[7]

### Corrida
| Pos                                                       | Nº | Piloto                 | Equipe           | Voltas | Tempo/Retirada        | Grid | Pontos |
| --------------------------------------------------------- | -- | ---------------------- | ---------------- | ------ | --------------------- | ---- | ------ |
| 1                                                         | 25 | Jean-Éric Vergne       | Techeetah-DS     | 24     | 48:47.177             | 5    | 25     |
| 2                                                         | 10 | Sam Bird               | Jaguar           | 24     | +0.461                | 10   | 18     |
| 3                                                         | 20 | Mitch Evans            | Jaguar           | 24     | +0.756                | 12   | 15+14  |
| 4                                                         | 4  | Robin Frijns           | Virgin Racing    | 24     | +1.034                | 6    | 12     |
| 5                                                         | 23 | Sébastien Buemi        | e.dams-Nissan    | 24     | +3.142                | 9    | 10     |
| 6                                                         | 33 | René Rast              | Audi             | 24     | +3.534                | 20   | 8      |
| 7                                                         | 99 | Pascal Wehrlein        | Porsche          | 24     | +3.918                | 8    | 6      |
| 8                                                         | 94 | Alex Lynn              | Mahindra         | 24     | +5.720                | 13   | 4      |
| 9                                                         | 28 | Maximilian Günther     | Andretti-BMW     | 24     | +18.296               | 11   | 2      |
| 10                                                        | 88 | Tom Blomqvist          | NIO              | 24     | +19.089               | 21   | 1      |
| 11                                                        | 71 | Norman Nato            | Venturi-Mercedes | 24     | +20.045               | 14   |        |
| 12                                                        | 22 | Oliver Rowland         | e.dams-Nissan    | 24     | +20.270               | 3    | 15     |
| 13                                                        | 6  | Nico Müller            | Dragon-Penske    | 24     | +21.155               | 17   |        |
| 14                                                        | 36 | André Lotterer         | Porsche          | 24     | +22.9877              | 2    |        |
| 15                                                        | 37 | Nick Cassidy           | Virgin Racing    | 24     | +23.7637              | 22   |        |
| 16                                                        | 7  | Sérgio Sette Câmara    | Dragon-Penske    | 24     | +26.4158              | 16   |        |
| Ret                                                       | 11 | Lucas di Grassi        | Audi             | 21     | Eixo de acionamento   | 4    |        |
| Ret                                                       | 17 | Nyck de Vries          | Mercedes         | 21     | Dano devido a colisão | 7    |        |
| Ret                                                       | 5  | Stoffel Vandoorne      | Mercedes         | 21     | Collisão              | 1    | 36     |
| Ret                                                       | 13 | António Félix da Costa | Techeetah-DS     | 20     | Furo no pneu          | 18   |        |
| Ret                                                       | 27 | Jake Dennis            | Andretti-BMW     | 17     | Dano devido a colisão | 19   |        |
| Ret                                                       | 48 | Edoardo Mortara        | Venturi-Mercedes | 10     | Dano devido a colisão | 23   |        |
| Ret                                                       | 29 | Alexander Sims         | Mahindra         | 2      | Collision damage      | 15   |        |
| DNS                                                       | 8  | Oliver Turvey          | NIO              | 0      | Did not start9        | PL   |        |
| Volta mais rápida: Mitch Evans (Jaguar Racing) - 1:42.387 |    |                        |                  |        |                       |      |        |
| Fonte:                                                    |    |                        |                  |        |                       |      |        |

Notas:
- ↑4  – Volta mais rápida.
- ↑5  – Volta mais rápida na fase de grupos.
- ↑6  – Pole position.
- ↑7  – André Lotterer e Nick Cassidy receberam uma penalização de 5 segundos por causarem uma colisão.[9][10]
- ↑8  – Sérgio Sette Câmara recebeu 5 segundos de penalização depois da corrida por exceder a velocidade de corrida em bandeira amarela.[11]
- ↑9  – Oliver Turvey não participou pois sua equipe não conseguiu reconstruir seu carro após o treino livre.[12]

## Eventos

### Treino livre
O primeiro treino livre viu Tom Blomqvist colidindo com uma barreira e terminou num acidente entre os pilotos Jean-Eric Vergne, Oliver Turvey e Jake Dennis. A equipe NIO 333 teve de tentar construir um carro novo para Turvey antes da corrida. Turvey havia esquecido de que os pilotos praticariam a largada, assim causando o acidente e sendo penalizado por seis pontos em sua licença, além de poder ter largado a partir do pitlane na corrida. O segundo treino livre foi cancelado devido a um problema na zebra da curva 12. Turvey não pôde largar e os pilotos Vergne e Bird (com opinião compartilhada com Lucas di Grassi) passaram a pedir à FIA que o ponto de largada "estilo kart" fosse alterado para evitar acidentes "desnecessários e inevitáveis".

### Qualificação
DS Techeetah conseguiu reparar o carro de Jean-Eric Vergne a tempo da classificação. Guenther foi o sexto mais rápido, mas tinha uma penalização de 5 posições devido a uma cilisão com Tom Blomqvist em Daria.

### Corrida
A corrida iniciou atrás do safety car devido as condições climáticas. Quando o carro saiu, Vandoorne e Lotterer (recebendo 5s de penalização) colidiram na curva 7 numa tentativa de ultrapassagem. Oliver Rowlad foi penalizado devido a um excesso de energia na primeira volta, tendo que passar pelo pitlane. Com isso, di Grassi e Verne passaram a disputar a liderança por boa parte da corrida, mas o piloto Brasileiro teve de abandonar a liderança após seu carro desacelerar perto do fim da prova. Enquanto os demais tiveram de desviar do piloto da Audi, Vandoorne perdeu o controle e de Vries colidiu no muro, fazendo com que ambos os pilotos tivessem que sair da corrida. NIO 333 não conseguiu preparar um carro novo para Turvey e Vergne venceu a corrida atrás do safety car.
Di Grassi, na liderança, sofreu um possível defeito no eixo de acionamento de seu carro faltando cinco minutos antes do fim da prova, assim desacelerando e indiretamente causado os acidentes de Vandoorne e de Vries. O vencedor, Jean-Eric Vergne disse ter "ficado triste" por di Grassi. Porém Allan McNish, chefe da Audi, disse que Di Grassi certamente venceria: "Honestamente, naquela hora, acredito que tínhamos nossos olhos na bandeira quadriculada". Sette Câmara sofreu uma pane elétrica em seu carro, que ocasionou um pico de energia, desligamento e penalização por Drive Through. Nico Müller teve o mesmo problema, sem o desligamento.

## Segunda corrida

### Qualificação
| Fase de grupos | Fase de grupos | Fase de grupos | Fase de grupos | Fase de grupos | Fase de grupos | Fase de grupos |
| -------------- | -------------- | -------------- | -------------- | -------------- | -------------- | -------------- |
| Grupo 1        | BIR (1)        | FRI (2)        | DEV (3)        | EVA (4)        | JEV (5)        | RAS (6)        |
| Grupo 2        | MOR (7)        | WEH (8)        | DAC (9)        | ROW (10)       | SET (11)       | BUE (12)       |
| Grupo 3        | MUL (13)       | TUR (14)       | VAN (15)       | SIM (16)       | DIG (17)       | LYN (18)       |
| Grupo 4        | GUE (19)       | BLO (20)       | NAT (21)       | LOT (22)       | DEN (23)       | CAS (24)       |

| Pos    | Nº | Piloto                 | Equipe                    | FG        | SP       | Grid |
| ------ | -- | ---------------------- | ------------------------- | --------- | -------- | ---- |
| 1      | 37 | Nick Cassidy           | Virgin                    | 1:56.860  | 1:52.011 | 1    |
| 2      | 71 | Norman Nato            | Venturi-Mercedes          | 1:56.006  | 1:52.343 | 2    |
| 3      | 99 | Pascal Wehrlein        | Porsche                   | 1:58.777  | 1:52.630 | 3    |
| 4      | 5  | Stoffel Vandoorne      | Mercedes                  | 1:59.105  | 1:54.359 | 4    |
| 5      | 28 | Maximilian Günther     | Andretti-BMW              | 1:58.274  | 1:54.701 | 5    |
| 6      | 29 | Alexander Sims         | Mahindra                  | 1:58.500  | 1:55.598 | 6    |
| 7      | 48 | Edoardo Mortara        | Venturi-Mercedes          | 1:59.497  | —        | 7    |
| 8      | 22 | Oliver Rowland         | e.dams-Nissan             | 1:59.512  | —        | 8    |
| 9      | 6  | Nico Müller            | Dragon-Penske             | 1:59.630  | —        | 9    |
| 10     | 23 | Sébastien Buemi        | e.dams-Nissan             | 1:59.701  | —        | 10   |
| 11     | 10 | Sam Bird               | Jaguar                    | 1:59.739  | —        | 11   |
| 12     | 20 | Mitch Evans            | Jaguar                    | 2:00.128  | —        | 12   |
| 13     | 11 | Lucas di Grassi        | Audi Sport ABT Schaeffler | 2:00.150  | —        | 13   |
| 14     | 88 | Tom Blomqvist          | NIO                       | 2:00.205  | —        | 14   |
| 15     | 13 | António Félix da Costa | Techeetah-DS              | 2:00.557  | —        | 15   |
| 16     | 94 | Alex Lynn              | Mahindra                  | 2:00.943  | —        | 16   |
| 17     | 8  | Oliver Turvey          | NIO                       | 2:01.197  | —        | PL10 |
| 18     | 17 | Nyck de Vries          | Mercedes                  | 2:01.229  | —        | 17   |
| 19     | 4  | Robin Frijns           | Virgin                    | 2:02.038  | —        | 18   |
| 20     | 33 | René Rast              | Audi                      | 2:02.061  | —        | 19   |
| 21     | 25 | Jean-Éric Vergne       | Techeetah-DS              | 2:04.864  | —        | 20   |
| 22     | 36 | André Lotterer         | Porsche                   | Sem tempo | —        | 21   |
| 23     | 7  | Sérgio Sette Câmara    | Dragon-Penske             | Sem tempo | —        | 22   |
| 24     | 27 | Jake Dennis            | Andretti-BMW              | Sem tempo | —        | 23   |
| Fonte: |    |                        |                           |           |          |      |

Notas:
- ↑10  – Já que Oliver Turvey não participou da primeira corrida, sua penalidade, partir a partir do pitlane, foi aplicada na segunda corrida.[22]

### Corrida
| Pos                                                       | Nº | Piloto                 | Equipe           | Voltas | Tempo/Retirada     | Grid | Pontos |
| --------------------------------------------------------- | -- | ---------------------- | ---------------- | ------ | ------------------ | ---- | ------ |
| 1                                                         | 5  | Stoffel Vandoorne      | Mercedes         | 23     | 46:52.603          | 4    | 25+111 |
| 2                                                         | 29 | Alexander Sims         | Mahindra         | 23     | +0.666             | 6    | 18     |
| 3                                                         | 99 | Pascal Wehrlein        | Porsche          | 23     | +2.346             | 3    | 15     |
| 4                                                         | 48 | Edoardo Mortara        | Venturi-Mercedes | 23     | +5.018             | 7    | 12     |
| 5                                                         | 28 | Maximilian Günther     | Andretti-BMW     | 23     | +5.305             | 5    | 10     |
| 6                                                         | 20 | Mitch Evans            | Jaguar           | 23     | +5.671             | 12   | 8      |
| 7                                                         | 13 | António Félix da Costa | Techeetah-DS     | 23     | +6.133             | 15   | 6      |
| 8                                                         | 88 | Tom Blomqvist          | NIO              | 23     | +12.032            | 14   | 4      |
| 9                                                         | 6  | Nico Müller            | Dragon-Penske    | 23     | +12.872            | 9    | 2      |
| 10                                                        | 23 | Sébastien Buemi        | e.dams-Nissan    | 23     | +14.79514          | 10   | 1      |
| 11                                                        | 25 | Jean-Éric Vergne       | Techeetah-DS     | 23     | +15.676            | 20   |        |
| 12                                                        | 7  | Sérgio Sette Câmara    | Dragon-Penske    | 23     | +16.009            | 22   |        |
| 13                                                        | 27 | Jake Dennis            | Andretti-BMW     | 23     | +16.352            | 23   |        |
| 14                                                        | 8  | Oliver Turvey          | NIO              | 23     | +17.134            | PL   |        |
| 15                                                        | 36 | André Lotterer         | Porsche          | 23     | +17.838            | 21   |        |
| 16                                                        | 22 | Oliver Rowland         | e.dams-Nissan    | 23     | +21.14015          | 8    |        |
| 17                                                        | 94 | Alex Lynn              | Mahindra         | 23     | +37.69716          | 16   |        |
| 18                                                        | 4  | Robin Frijns           | Virgin           | 23     | +43.10316          | 18   |        |
| Ret                                                       | 10 | Sam Bird               | Jaguar           | 22     | Colisão            | 11   |        |
| Ret                                                       | 17 | Nyck de Vries          | Mercedes         | 22     | Colisão            | 17   |        |
| Ret                                                       | 37 | Nick Cassidy           | Virgin           | 21     | Dano por colisão16 | 1    | 312    |
| Ret                                                       | 33 | René Rast              | Audi             | 19     | Colisão/Suspensão  | 19   |        |
| Ret                                                       | 11 | Lucas di Grassi        | Audi             | 7      | Colisão            | 13   |        |
| DSQ                                                       | 71 | Norman Nato            | Venturi-Mercedes | 23     | Uso de energia17   | 2    | 113    |
| Volta mais rápida: Nyck de Vries (Mercedes-EQ) - 1:40.771 |    |                        |                  |        |                    |      |        |
| Fonte:                                                    |    |                        |                  |        |                    |      |        |

Notas:
- ↑11  – Volta mais rápida.
- ↑12  – Pole position.
- ↑13  – Mais rápido na fase de grupos.
- ↑14  – Sébastien Buemi recebeu uma penalidade de 5 segundos por causar uma colisão.[24]
- ↑15  – Oliver Rowland recebeu uma penalidade de 10 segundos por causar uma colisão.[25]
- ↑16  – Lynn, Frijns e Cassidy receberam uma penalidade drive-through depois da corrida convertida numa perda de 30 segundos por não terem ativado o terceiro dos três modos de ataque obrigatórios.[26] Frijns também recebeu uma penalidade de 5 segundos por infringir o safety car.[27]
- ↑17  – Norman Nato terminou em terceiro, mas foi desqualificado devido ao seu uso de energia estar acima dos limites da regulamentação.[28]

## Classificação do campeonato após a corrida
Apenas as cinco primeiras posições estão representadas.
| Pos | Piloto | Pontos | Var |
| --- | ------ | ------ | --- |
| 1   |        |        | 0   |
| 2   |        |        | 0   |
| 3   |        |        | 0   |
| 4   |        |        | 0   |
| 5   |        |        | 0   |

| Pos | Equipe | Pontos | Var |
| --- | ------ | ------ | --- |
| 1   |        |        | 0   |
| 2   |        |        | 0   |
| 3   |        |        | 0   |
| 4   |        |        | 0   |
| 5   |        |        | 0   |